# 斯塔拉霍維采縣

51°3′N 21°4′E / 51.050°N 21.067°E
斯塔拉霍維采縣（波蘭語：Powiat starachowicki），是波蘭的縣份，位於該國中部，由聖十字省負責管轄，首府設於斯塔拉霍維采，面積523平方公里，2006年人口94,395，人口密度每平方公里180人。